# Gossudarstwennoje polititscheskoje uprawlenije
Die Objedinjonnoje gossudarstwennoje polititscheskoje uprawlenije (russisch Объединённое государственное политическое управление: Vereinigte staatliche politische Verwaltung, OGPU), üblicherweise abgekürzt zu GPU, war seit 1922 die Bezeichnung der Geheimpolizei der Sowjetunion. Sie ging 1934 im Volkskommissariat für innere Angelegenheiten (NKWD) auf. Die GPU war die Nachfolgeorganisation der Tscheka und eine Vorläuferin des KGB.

## Allgemein
Die von Felix Dserschinski im Auftrage Lenins am 20. Dezember 1917 gegründete Tscheka nannte sich „Außerordentliche Gesamtrussische Kommission zur Bekämpfung der Konterrevolution, Spekulation und Sabotage“ und wurde für Massenerschießungen, Verhaftungen und Folterungen von „Klassenfeinden“ (politische Gegner, Menschewiki, Sozialrevolutionäre, bürgerliche Demokraten, Kleriker, Kosaken, Kulaken) sowie für die Durchführung von Deportationen in „Besserungslager“ eingesetzt.
Am 8. Februar 1922 wurde die Tscheka dann zur GPU umgebaut, aber von den Strukturen her nicht verändert. Dserschinski blieb der Chef der GPU – auch unter Stalin. Nach Dserschinskis Tod trat W. R. Menschinski an dessen Stelle. Wie schon 1921 von der Tscheka angedacht, baute die GPU in Europa ein Agentennetz auf. Damit sollten der Chef der Spionageabwehr Artur Artusow, und der Leiter des Auslandsnachrichtendienstes, Meir Trillisser, die weiße Emigration zerschlagen, vor allem die von General Kutepow angeführte Russische All-Militärische Union.
Die GPU war unter anderem für die Aufdeckung sogenannter „Schädlingstätigkeit“ in sowjetischen Betrieben und für die Zwangskollektivierung der Landwirtschaft (1929–1933) zuständig. Bis zur Zerschlagung der Linken Opposition in der UdSSR hatte die GPU keinerlei Befugnisse gegenüber der Partei und dem Staatsapparat. Parteimitglieder konnten erst nach ihrem Ausschluss aus der Partei verfolgt werden. Ab September 1927 konnte die GPU auch innerhalb der Partei und des Staatsapparates tätig werden. Gleichfalls ab September 1927 setzte der intensive Aufbau von GPU-Militäreinheiten ein, die die Armee kontrollieren sollten. Die bei ihrer Tätigkeit in großer Zahl anfallenden Häftlinge wurden in GPU-eigenen Lagern zur Zwangsarbeit eingesetzt, unter anderem zum Bau des Weißmeer-Ostsee-Kanals (ab 1931) und von Teilstrecken der Baikal-Amur-Magistrale.
1934 ging die OGPU unter G. G. Jagoda im neugebildeten NKWD auf. 1936 bis 1938 führte das NKWD den „Großen Terror“ durch, während dessen echte und vermeintliche Gegner Stalins massenhaft hingerichtet wurden. 1941 wurde die eigentliche Geheimpolizei vom NKWD abgetrennt unter der Bezeichnung Volkskommissariat für Staatssicherheit (NKGB) – 1946 in Ministerium für Staatssicherheit (MGB) umbenannt. Nach dem Tode Stalins und Lawrenti Berias wurde daraus 1953/54 das KGB.
Die sowjetischen Geheimdienste NKWD/MWD und Smersch führten ab 1945 in der SBZ in Anwendung des geheimen Befehls 00315 Massenverhaftungen gefährlicher Deutscher zwecks Einlieferung in Speziallager durch. Im deutschen Sprachgebrauch hießen die Dienste allgemein „GPU“. Die Bezeichnung war durch den Propagandafilm GPU von Karl Ritter aus dem Jahr 1942 populär. Die von den Sowjets meist in den Kellern von beschlagnahmten Wohnhäusern, Villen, Kasernen und Amtsgebäuden zur Unterbringung der Verhafteten eingerichteten Gefängnisse nannte der Volksmund daher „GPU-Keller“. Zentrale war das Kellergefängnis in Berlin-Hohenschönhausen, das „U-Boot“ genannt wurde.
Das Kürzel „GPU“ wurde von der ostdeutschen Bevölkerung sarkastisch als „Grotewohl-Pieck-Ulbricht“ aufgelöst sowie als „Grauen-Panik-Untergang“.